# امیة بن ابی‌الصلت
اُمَیّة بن ابی الصَّلت‌ (؟ -۶۲۹م) شاعر عربی بود. نزدیک به بیشتر شعرهایش گمشده است که اغلب آن در زهد و سرگذشت پیامبران برپایه تورات بود. به دین حنیف روی آورد اما با اینکه پس از اسلام را دید، مسلمان نشد.
او از قبیله بنی ثقیف در طائف بود و از طرف مادری با بزرگان مکه رابطه خویشاوندی داشت. به جز وجود تاریخی، تمام جنبه‌های دیگر زندگی او مورد تردید است. اهمیت او در اشعاری منسوب به اوست که دارای مضامین مذهبی و داستان‌های مشابه قرآن هستند و با بقیه اشعار جاهلی متفاوتند. بسیاری از مورخان در سندیت این اشعار ابراز تردید کرده‌اند.

## زندگانی
امیه در طائف در قبیله بنی‌ثقیف به‌دنیا آمد. مادرش رقیه دختر عبدشمس بن عبدمناف بود و از این راه با بزرگان مکه رابطه خوبی داشت. خانواده‌اش همه شعر می‌سرودند. خواهرش، فارعه، از آن جهت اهمیت دارد که گویند اخبار امیه را برای محمد بازگو می‌کرده‌است.
تصویر مورخان سنتی عرب از او، گرچه در صحتش تردید وجود دارد، چنین بیان می‌کند که او متون کهن در مورد الله را خوانده‌بود و از عبادت بت‌ها اعلام برائت و بیزاری کرده‌بود. در اشعارش داستان پیامبران را، بر اساس کتاب‌های اهل کتاب، بیان می‌کند و اسامی بسیاری تولید می‌کند که عرب بیابانگرد ناآشنا بود.

## اشعار
حدود ۹۰۰ بیت از اشعار او موجود است که در دیوانی توسط محمد بن حبیب گردآوری شده‌است. در این اشعار برخی از داستانهای ویژه قرآن - با کلماتی گاه عین کلمات قرآن - آمده‌است. تنها تکه‌هایی از شعر امیه باقی‌مانده‌اند و اگرچه برخی از قصیده‌های بلند بازسازی شده‌اند، تحلیل لحن و تکنیک‌های به‌کار رفته امکان‌ناپذیر است؛ حتی امکان‌ناپذیر است که تعیین کرد که آیا این متون مذهبی واقعاً قصیده‌هایی در قالب سنتی بودند یا نه.
روایات و اشعار امیه بر دو نوع کاملاً متمایز تقسیم می‌شوند:
(الف) اشعار مدحی به شیوه جاهلی و بدوی. مانند:
1. امیه در برخی از اشعارش اشراف و ثروتمندان مکه را مدح کرده و از آنان صله طلبیده‌است.
2. قصیده‌ای مشهور در رثای کشتگان مکیان در جنگ بدر که در آن قریشیان را به انتقام و بازپس‌گیری خون‌بهای آنان تشویق می‌کند.
3. قصیده‌ای در مدح پیامبر اسلام که مسلماً جعلی‌است؛ چرا که معقول نیست کسی که مرثیه‌ای برای کشتگان مکیان در جنگ بدر گفته پیامبر اسلام را چنین مدح گوید.
4. قصیده‌ای در مدح آزادزادگان ایرانی که به آسانی می‌توان آن را جعلی و ساخته شعوبیان ایران‌دوست دانست.

(ب) اشعار «مذهبی» که در فضایی کاملاً افسانه‌ای غرق هستند و بخشی از حوادث زندگیش را نیز دربردارند. این اشعار با خبر ظهور پیامبری تازه شروع می‌شود. امیه یک یا دو همراه ابوسفیان به شام رفت. در راه پیوسته تورات و انجیل را می‌خواند، با راهبان به گفت و گو می‌نشست و به کارهای عجیب می‌پرداخت. سرانجام، راهبان بشارت ظهور پیامبری نو را دادند. او که طمع در پیامبری داشت، در پی یافتن آن اوصاف در خود برآمد. اما خود دارای هیچ‌یک‌نبود، به همین سبب، سخت ناراحت و غمگین شد (برخی گفته‌اند که آیة ۱۷۵ سوره اعراف دربارهٔ او نازل شده‌است).

### نمونه‌ای از شعرهای او
شعری با موضوع سوره توحید که ابن جوزی عبدالرحمن بن علی به نقل از أمیه بن أبی الصلت در کتاب خود آورده‌است:
| و سبحان ربی خالق النور لم یلد |  | و لم یک مولودًا بذلک اشهد     |
| وسبحانه من کل إفک وباطل       |  | ولا والد ذوالعرش أم کیف یولد |
| هو الصمد الحی الذی لم یکن له  |  | من الخلق کفؤ قد یضاهیه مضدد  |

و متن دیگر او با موضوع سوره مریم:
وَفی دینِکم مِن رَبٍ مَریمَ آیةٌ مُنَبِّئَةٌ بِالعَبدِ عِیسی اِبنِ مَریمِ (۱) اَنابَت لِوَجهِ اللَهِ ثُمَّ تَبتَّلَت فَسَّبَحَ عَنها لَومةَ المُتَلَوِّمِ (۲) فَلا هِی هَّمَت بالنِکاحِ وَلا دَنَت إِلی بَشرٍ مِنها بِفَرجٍ وَلا فَمِ (۳) ولَطَّت حِجابَ البَیتِ مِن دُونِ أَهلِها تغَیبُ عَنهُم فی صَحاری رِمرِمِ (۴) یحارُ بِها السارِی إِذا جَنَّ لَیلُهُ ولَیسَ وإِن کانَ النَهارُ بِمُعلَمِ (۵) تَدّلی عَلیها بَعدَ ما نَامَ أَهلُها رَسولٌ فَلم یحصَر ولَم یتَرَمرَمِ (۶) فَقالَ أَلا لا تَجزَعی وتُکذِّبی مَلائِکةً مِن رَبِ عادٍ وجُرهُمِ (۷) أَنیبی وأَعطی ما سُئِلتِ فاِنَّنی رَسولٌ مِن الرَحمنِ یأتِیک بابنَمِ (۸) فَقالت لَهُ أَنّی یکونُ ولَم أَکن بَغیاً ولا حُبلی ولا ذاتَ قَیمِ (۹) أَأُحرَجُ بالرَحمنِ إِن کنتَ مُسلِماً کلامِی فاقعُد ما بَدا لَک أَو قُمِ (۱۰) فَسَبَّحَ ثُمَّ اغتَرَّها فالتَقَت بِهِ غُلاماً سَوِی الخَلقِ لَیسَ بِتَوأَمِ (۱۱) بِنَفخَتِهِ فی الصَدرِ مِن جَیبِ دِرعها وما یصرِمِ الرَحمَنُ مِل أَمرِ یصرَمِ (۱۲) فَلمّا أَتَمَتَّهُ وجاءَت لِوضعِهِ فآوی لَهُم مِن لَومِهم والتَنَدُّمِ (۱۳) وَقالَ لَها مَن حَولَها جِئتِ مُنکراً فَحَقٌّ بأَن تُلحَی عَلَیهِ وتُرجَمی (۱۴) فَأَدرَکها مِن ربّها ثُمَّ رَحمَةً بِصِدقِ حَدیثٍ مِن نَبی مُکلَّمِ (۱۵) أَنیبی وأَعطی ما سُئِلتِ فاِنَّنی رَسولٌ مِن الرَحمنِ یأتِیک بابنَمِ (۱۶) وأُرسِلتُ لَم أُرسَل غَویاً ولَم أَکن شَقیاً ولَم أُبعَث بِفُحشٍ وَمَأثَمِ (۱۷)
و متن وی راجع به قوم لوط:
| ثم لوط أخو سدوم أتاها    |  | إذ أتاها برشدها وهداها  |
| راودوه من ضیفه ثم قالوا  |  | قد نهیناک أن تقیم قراها |
| عرض الشیخ عند ذاک بنات   |  | کظباء بأجرع ترعاها      |
| غضب القوم عند ذاک وقالوا |  | أیها الشیخ خطة نأباها   |
| أجمع القوم أمرهم وعجوز   |  | خیب الله سعیها ورجاها   |
| أرسل الله عند ذاک عذابا  |  | جعل الأرض سفلها أعلاها  |
| ورماها بحاصب ثم طین      |  | فی حروف مسوم إذ رماها   |

## سندیت اشعار
بحث مستشرقان با ترجمه کتاب کتاب البدء و التاریخ مقدسی توسط کلمان هوار شروع شد که اظهار داشت: چون در داستان‌های مشترک بین قرآن و اشعار امیه، اشعار امیه جزئیاتی دارند که در قرآن نیست دیگر نمی‌توان آنها را تقلید از قرآن تلقی کرد، بلکه باید باور داشت که شعرها واقعی و پیش از نزول قرآن وجود داشته‌اند. تور آندره اشعار امیه را در کتاب «ریشه‌های اسلام و مسیحیت» در پژوهشی موشکافانه بررسی کرد و نظریهٔ هوار را به کلی ناصحیح خواند و استدلالهای او را رد کرد و محور اصلی نظریه هوار را که «پیش‌تر بودن اطلاعات داده شده در شعر امیه نسبت به قرآن کریم» دلیل عمده اصالت شعرش می‌داند، به شدت مورد انتقاد قرار داد.
حجاج بن یوسف ثقفی گفته‌است: «آنانکه شعر امیه را می‌شناختند، درگذشتند و بدین‌سان، سخن او نیز نابود شد.» آذرتاش آذرنوش از این سخن چنین نتیجه می‌گیرد: «این سخن بدان معنی است که آن مقدار شعر عامیانه که تا آن روز به نام امیه ساخته شده بوده، مورد قبول حجاج نبوده، یا اصلاً اشعار فراوانی هنوز جعل نشده بوده‌است». رژی بلاشر نیز چنین نتیجه می‌گیرد که «این آثار نه از نظر مضمون و نه از نظر اسلوب، به هیچ وجه بازگو کننده آن آثار مذهبی جاهلی - که وجود آن برای ما چون رازی گشته‌است - نمی‌تواند بود».
سیدن‌استیکر می‌نویسد برخی از اشعار او ممکن است موثق باشند. جیمز مونتگمری، استاد مطالعات عربی و ایرانی دانشگاه کمبریج، در مدخل دانشنامه اسلام می‌نویسد: «هرگونه برداشت احساسی یا تحلیل شخصیت امیه بر اساس چنین متون مورد تردید واقع‌شده‌ای نابخردانه‌است»

## تحلیل اشعار
پنج عامل را باید در بررسی اشعار او در نظر گرفت: (۱) وضع فرهنگی-مذهبی طائف، (۲) روایت‌های مبتنی بر حنیف بودن امیه، (۳) رفتار او با محمد، (۴) تکه‌تکه بودن شعرهایش و (۵) انگیزه‌ها برای جعل و انتساب اشعار به او.
امیه معاصر محمد بود و گفته‌شده که باهم رقیب و دشمن بودند؛ این امر احتمال تاثیرپذیری محمد از امیه را نفی می‌کند. اشعار غیرمعمول امیه (اگر موثق باشند) ممکن است گواهی بر گستردگی داستان‌های قرآنی در مکه و پیرامونش در آن زمان باشد. در برخی داستان‌ها تفاوت‌های فاحشی میان روایت قرآن و اشعار منسوب به امیه وجود دارد که شاید منبعی برای افسانه‌های موجود در تفاسیر باشد؛ گرچه متون آگادایی منبع بهتری برای این افسانه‌ها به‌نظر می‌رسد.

## مرگ
مسلّم است که امیه عاقبت اسلام نیاورد. مرگ امیه نیز آمیخته با افسانه‌است. معروف‌ترین داستان چنین بیان می‌کند که دو پرنده‌است بر سقف خانه او فرود می‌آیند، سقف شکافته‌می‌شود، دو پرنده با همدیگر سخن می‌گویند، یکی بر سینه امیه که بیهوش افتاده بود، می‌نشیند. آنگاه امیه به هوش می‌آید و ندای پرندگان را پاسخ می‌گوید، چند بیت می‌سراید و سپس جان می‌سپارد.